# ヨーゼフ・オーバーハウサー
ヨーゼフ（ゼップ）・カスパー・オーバーハウサー（Josef (Sepp) Kaspar Oberhauser 、1915年1月21日‐1979年11月20日）は、ナチス・ドイツ親衛隊（SS）の隊員。ベウジェツ強制収容所の看守。最終階級は親衛隊中尉。

## 経歴
ミュンヘン出身。父親は経済学者であった。マルクト・シュヴァーベンにある叔父の農場で働いていたが、1934年に徴兵され、ミュンヘンの歩兵第19連隊に配属された。1935年11月に親衛隊（SS）に入隊（隊員番号288.121）。1936年に親衛隊兵長に昇進。1937年4月親衛隊髑髏部隊に配属され、オラニエンブルク強制収容所やザクセンハウゼン強制収容所に勤務した。1938年には親衛隊伍長に昇進する。1939年に第1SS装甲師団「アドルフ・ヒトラー」に配属され、同年対ポーランド戦争にも従軍した。戦功により親衛隊曹長に昇進した。しかし1939年11月にベルンブルクで悪名高いT4作戦（障害者やユダヤ人の安楽死計画）に死体焼却担当として参加。1941年11月にルブリン地区へ派遣され、ルブリン地区親衛隊警察指導者オディロ・グロボクニクの事務所で勤務した。12月からはベウジェツ強制収容所所長クリスティアン・ヴィルトの下に派遣され、ヴィルトとグロボクニクとの間の連絡下士官となった。さらにヴィルトが三大絶滅収容所（ベウジェツ・ソビボル・トレブリンカ）の総監に任じられるとオーバーハウサーは三大絶滅収容所のウクライナ義勇兵看守たちの監督官となった。
1943年4月にラインハルト作戦への多大な「功績」により親衛隊少尉に昇進した。その後、グロボクニクやヴィルトとともにイタリアのパルチザン狩りへ送られ、トリエステのリジエラ・ディ・サン・サッバ強制収容所所長に就任し、1945年1月には親衛隊中尉に昇進した。1945年5月にオーストリアでイギリス軍の捕虜となった。
戦後、釈放されたオーバーハウサーはバート・ベヴェンセンの製材所で働いたが、1948年4月13日にソ連占領区でソ連軍に逮捕された。東ドイツにおかれたソビエト軍事法廷で懲役15年の刑に処されたが、1956年4月に恩赦された。その後、西ドイツのミュンヘンで臨時労働やウェイターなどして働いたが、1965年1月に西ドイツ政府からも起訴され、4年6カ月の懲役刑となった。さらに、イタリアでもオーバーハウサー不在で裁判が行われて終身刑が言い渡されたが、法的な根拠があやふやだったので執行されずに終わった。晩年にはクロード・ランズマン監督の映画『SHOAH ショア』にいやいや撮影を受けた。1979年にミュンヘンで死去。